# مارتين أوسيماني
مارتين أوسيماني (بالإسبانية: Martín Osimani) مواليد 22 مايو 1981 في مونتفيدو، هو لاعب كرة سلة أوروغوياني. بدأ مسيرته الاحترافية في سنة 2005. يلعب مع برازيليا في الدوري البرازيلي لكرة السلة كلاعب هجوم خلفي. يحمل الرقم 11. حقق المركز الثالث في دورة الألعاب الأمريكية 2007.

## المسيرة الاحترافية
لعب مع تروتاموندوس دي كارابوبو في سنة 2008، ثم لعب مع أتلتيكوس دي سان جرمان في سنة 2009، ثم لعب مع تروتاموندوس دي كارابوبو في سنة 2010، ثم لعب مع أوبراس سانيتارياس في الدوري الأرجنتيني من سنة 2011 إلى 2013.

## الميداليات
| الميدالية | المسابقة                    |
| --------- | --------------------------- |
| برونزية   | دورة الألعاب الأمريكية 2007 |

## روابط خارجية
- مارتين أوسيماني على موقع الاتحاد الدولي لكرة السلة (الإنجليزية)
- مارتين أوسيماني على موقع كرة السلة الأوروبية.كوم (الإنجليزية)
- مارتين أوسيماني على موقع كلية كرة السلة في سبورتس رفرنس.كوم (الإنجليزية)
- مارتين أوسيماني على موقع ريلجم (الإنجليزية)
- مارتين أوسيماني على موقع بروبوليرز (الإنجليزية)